# Spirographis
Spirographis is een geslacht van borstelwormen uit de familie van de Sabellidae (Waaierwormen).

## Soorten
- Spirographis braziliensis Treadwell, 1932
- Spirographis januarii Krøyer, 1856
- Spirographis nobilis Hansen, 1882
- Spirographis simplex Hansen, 1882